# 無頼漢 (映画)
『無頼漢』（ならずもの）は、1970年に公開された篠田正浩監督による日本映画である。松林伯圓作の講談『天保六花撰』で名高い6人の悪党をめぐる物語。第43回アカデミー賞外国語映画賞にノミネート候補作品として日本から出品されたが、ノミネートされなかった。

## 概要
原作は河竹黙阿弥作の歌舞伎『天衣紛上野初花』。『心中天網島』で人形浄瑠璃の映画化を果たした篠田正浩が引き続いて歌舞伎の映画への変容を意図して監督した作品。篠田によれば描きたかったのは「荒唐無稽な歓楽の果てに訪れる虚無」だという。
ニューヨーク近代美術館の日本映画祭に招待されて上映され、絶賛された。

## 出演者
- 仲代達矢 - 片岡直次郎
- 岩下志麻 - 三千歳
- 小沢昭一 - 丑松
- 丹波哲郎 - 河内山宗俊
- 渡辺文雄 - 森田屋清蔵
- 米倉斉加年 - 金子市之丞
- 山本圭 - 三文小僧[1][2]
- 垂水悟郎 - 北村大膳[1][2]
- 小林昭二 - 呼込みの男
- 中村敦夫 - 松江出雲守[1][2]
- 浜村純 - かんおけ屋
- 蜷川幸雄 - 宮崎数馬[1][2]
- 北九州男 : 笛市
- 山谷初男 : 葦市
- 麻生いく子 : 町娘
- 井上博一 : かわら版屋
- 市川翠扇 : おくま
- 芥川比呂志 : 水野越前守
- 藤原釜足 - 上州屋[1][2]
- 太地喜和子 - 浪路

## References
1. 1 2 3 4 5 6 7 8  kinenote.
2. 1 2 3 4 5 6 7 8  無頼漢 - 東宝、2022年9月6日閲覧
3. ↑  寺山修司『寺山修司全シナリオ』 1巻、フィルムアート社、1993年3月、143頁。
4. ↑  “List of Japanese films nominated for Academy Award for Best Foreign Language Film” (Japanese).   Motion Picture Producers Association of Japan. 2008年6月22日閲覧。
5. ↑  Margaret Herrick Library, Academy of Motion Picture Arts and Sciences
6. 1 2  寺山修司『寺山修司全シナリオ』 1巻、フィルムアート社、1993年3月、376-377頁。
7. ↑  寺山修司『寺山修司全シナリオ』 1巻、フィルムアート社、1993年3月、360-361頁。